# Canton de Cancon
Le canton de Cancon est une ancienne division administrative française située dans le département de Lot-et-Garonne et la région Aquitaine.

## Géographie
Ce canton était organisé autour de Cancon dans l'arrondissement de Villeneuve-sur-Lot. Son altitude variait de 38 m (Casseneuil) à 220 m (Beaugas) pour une altitude moyenne de 145 m.

## Composition
Le canton de Cancon groupait dix communes.
| Nom                       | Code Insee | Intercommunalité                         | Superficie (km2) | Population (dernière pop. légale) | Densité (hab./km2) |
| ------------------------- | ---------- | ---------------------------------------- | ---------------- | --------------------------------- | ------------------ |
| Cancon (chef-lieu)        | 47048      | CC des Bastides en Haut-Agenais Périgord | 24,49            | 1 339 (2014)                      | 55                 |
| Beaugas                   | 47023      | CC des Bastides en Haut-Agenais Périgord | 22,48            | 346 (2014)                        | 15                 |
| Boudy-de-Beauregard       | 47033      | CC des Bastides en Haut-Agenais Périgord | 10,07            | 414 (2014)                        | 41                 |
| Casseneuil                | 47049      | CA du Grand Villeneuvois                 | 18,09            | 2 349 (2014)                      | 130                |
| Castelnaud-de-Gratecambe  | 47055      | CC des Bastides en Haut-Agenais Périgord | 17,23            | 495 (2014)                        | 29                 |
| Monbahus                  | 47170      | CC des Bastides en Haut-Agenais Périgord | 31,97            | 611 (2014)                        | 19                 |
| Monviel                   | 47192      | CC des Bastides en Haut-Agenais Périgord | 6,23             | 86 (2014)                         | 14                 |
| Moulinet                  | 47193      | CC des Bastides en Haut-Agenais Périgord | 14,57            | 188 (2014)                        | 13                 |
| Pailloles                 | 47198      | CC des Bastides en Haut-Agenais Périgord | 9,16             | 342 (2014)                        | 37                 |
| Saint-Maurice-de-Lestapel | 47259      | CC des Bastides en Haut-Agenais Périgord | 7,79             | 111 (2014)                        | 14                 |

## Démographie
| 1962  | 1968  | 1975  | 1982  | 1990  | 1999  | 2006  | 2011  | 2012  |
| ----- | ----- | ----- | ----- | ----- | ----- | ----- | ----- | ----- |
| 6 117 | 6 386 | 6 226 | 6 407 | 6 306 | 6 125 | 6 315 | 6 293 | 6 287 |

## Représentation

### Conseillers généraux de 1833 à 2015
| Période      | Période                  | Identité                                  | Étiquette            | Qualité |
| ------------ | ------------------------ | ----------------------------------------- | -------------------- | --- |
| 1833         | 1864 (décès)             | Étienne Marcel Lafon-Courborieu           |                      | Maire de Beaugas Juge de paix à Cancon |
| 1864         | 1887 (décès)             | Jean-Jacques Lafaurie                     | Droite               | Docteur en médecine, ancien maire de Cancon (1858-1870, 1871-1883 et 1884-1887)                                                                                                   |
| 1887         | 1895                     | Jean Antonin Lafaurie (fils du précédent) | Droite               | Avocat |
| 1895         | 1925                     | André Dellerm                             | RG                   | Propriétaire-agriculteur, maire de Casseneuil (1907-1925) |
| 1925         | 1940                     | Jacques Dellerm (fils du précédent)       | RG-Rad.ind.          | Médecin à Casseneuil |
|              |                          |                                           |                      | |
| 1945         | 1967                     | Étienne Restat                            | Rad.                 | Propriétaire-exploitant Maire de Casseneuil (1944-1971) Sénateur (1948-1971) |
| 1967         | 1969 (décès)             | Jean Fouché                               | DVD                  | Général Maire de Cancon (1965-1969) |
| 1970         | 1979                     | Marie-Madeleine Fouché                    | DVD                  | Maire de Cancon (1970-1974) |
| 1979         | 1998                     | Francis Larribeau                         | RPR                  | Vétérinaire à Cancon Conseiller régional de 1992 à 1998 |
| 1998         | Octobre 2012 (démission) | Jean-Claude Gouget                        | PRG puis DVG puis PS | Agriculteur Maire de Cancon (1995-2014) Député (2012-2013) |
| Octobre 2012 | 2015                     | Marie-Christine Kidger                    | PS                   | Adjoint administratif au Centre hospitalier de Villeneuve-sur-Lot Conseillère municipale de Casseneuil Déléguée suppléante de la Communauté d'agglomération du Grand Villeneuvois |

### Conseillers d'arrondissement (de 1833 à 1940)
| Période                                  | Période          | Identité                      | Étiquette          | Qualité |
| ---------------------------------------- | ---------------- | ----------------------------- | ------------------ | --- |
| 1833                                     | 1839             | Antoine Lafaurie              |                    | Médecin, maire de Cancon (1834-1836)                                                                        |
| 1839                                     | 1845             | Jean Bruguière                |                    | Notaire à Cancon, propriétaire à Castelnaud-de-Gratecambe                                                   |
| 1845                                     | 1848             | Antoine Lafaurie              |                    | Médecin à Cancon                                                                                            |
|                                          |                  |                               |                    | |
| 1874                                     | 1883 (démission) | Jacques Émile Gay             | Bonapartiste       | Maire de Casseneuil (1879-1884)                                                                             |
|                                          |                  |                               |                    | |
| 1892                                     | 1895             | Jean Ferdinand Laganne        | Républicain        | Maire de Monbahus (1870-1873 et 1893-1909)                                                                  |
| 1895                                     | 1910             | M. Roques                     | Républicain        | |
| 1910                                     |                  | M. Delbrel                    | Républicain        | |
| 1922                                     | 1928             | M. Pons                       | RG                 | |
| 1928                                     | 1940             | Jean-Léo Pascalie (1884-1949) | Union républicaine | Maire de Cancon (1931-1944)                                                                                 |
| 1940                                     |                  |                               |                    | Les conseils d'arrondissement ont été suspendus par la loi du 12 octobre 1940 et n'ont jamais été réactivés |
| Les données manquantes sont à compléter. |                  |                               |                    | |